# Villardonnel
Villardonnel  (Vilardonèl en occitan languedocien) est une commune française, située dans le nord-ouest du département de l'Aude en région Occitanie. Ses habitants sont appelés les Villardonnellois.
Sur le plan historique et culturel, la commune fait partie de la Montagne Noire, un massif montagneux constituant le rebord méridional du Massif central. Exposée à un climat méditerranéen, elle est drainée par le Rieu Sec, le ruisseau de Vallouvière et par divers autres petits cours d'eau. La commune possède un patrimoine naturel remarquable composé de cinq zones naturelles d'intérêt écologique, faunistique et floristique.
Villardonnel est une commune rurale qui compte 510 habitants en 2022, après avoir connu une forte hausse de la population depuis 1975. Elle fait partie de l'aire d'attraction de Carcassonne. Ses habitants sont appelés les Villardonnellois ou  Villardonnelloises.

## Géographie

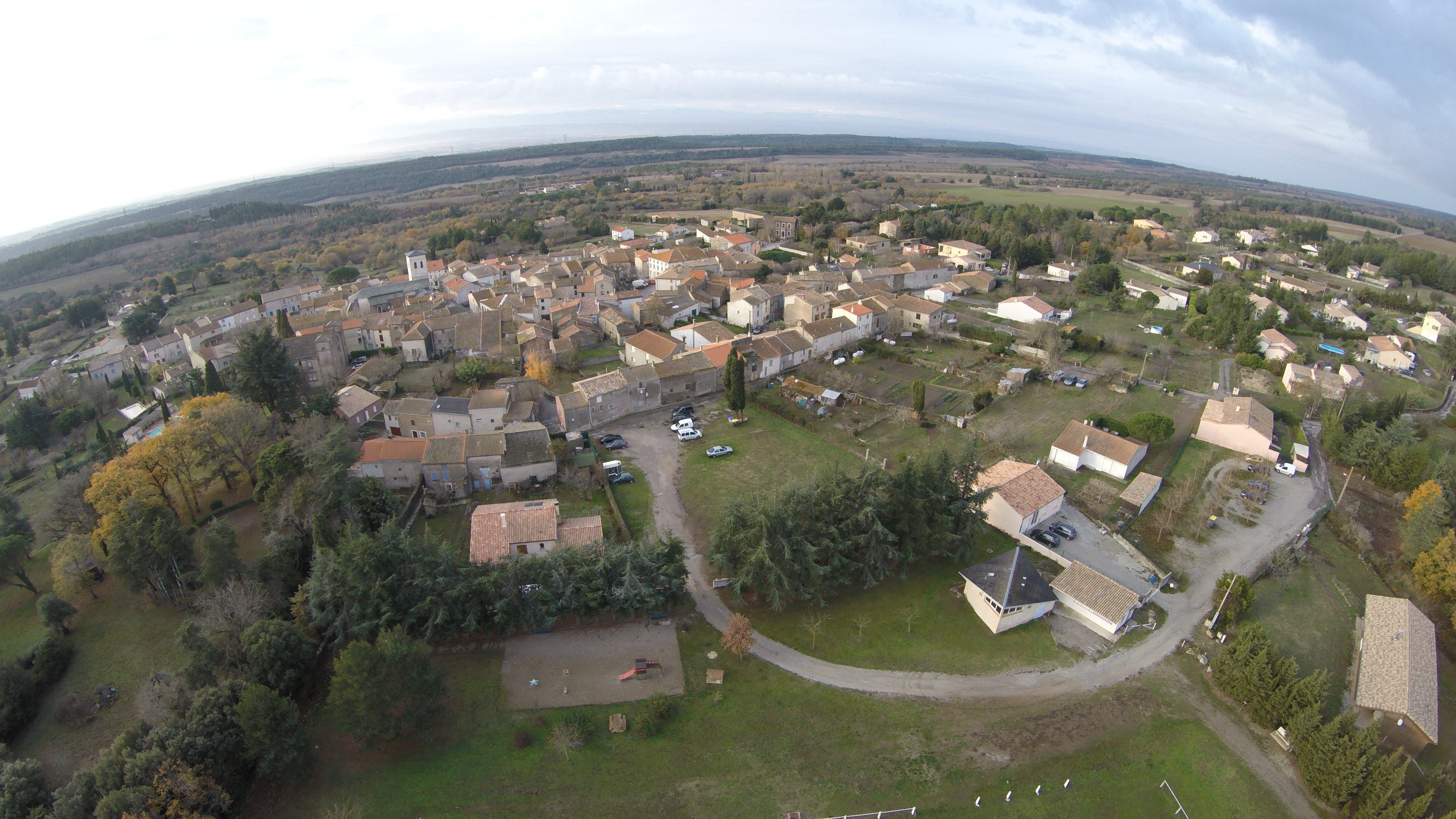

Commune de l'aire urbaine de Carcassonne située sur la Méridienne verte.

### Communes limitrophes
Les communes limitrophes sont  Aragon, Conques-sur-Orbiel, Cuxac-Cabardès, Fraisse-Cabardès, Salsigne et Villanière.
| Cuxac-Cabardès   | Caudebronde (sur 20 m) | Villanière         |
| Fraisse-Cabardès | Villardonnel           | Salsigne           |
|                  | Aragon                 | Conques-sur-Orbiel |

### Hydrographie
La commune est dans la région hydrographique « Côtiers méditerranéens », au sein du bassin hydrographique Rhône-Méditerranée-Corse. Elle est drainée par le Rieu Sec, le ruisseau de Vallouvière, le ruisseau de la Calm, le ruisseau de la Galiberne, le ruisseau de Lambriou, le ruisseau de l'Homme Mort, le ruisseau de Malabau, le ruisseau de Pech Agut, le ruisseau de Rivals et le ruisseau des Bagnadous, qui constituent un réseau hydrographique de 23 km de longueur totale,.
Le Rieu Sec, d'une longueur totale de 16,8 km, prend sa source dans la commune de Cuxac-Cabardès et s'écoule vers le sud-est. Il traverse la commune et se jette dans l'Orbiel à Conques-sur-Orbiel, après avoir traversé 4 communes.
Le ruisseau de Vallouvière, d'une longueur totale de 12,6 km, prend sa source dans la commune de Faramans et s'écoule vers le sud-est. Il traverse la commune et se jette dans le Trapel à Conques-sur-Orbiel, après avoir traversé 4 communes.

### Climat
Pour des articles plus généraux, voir Climat de l'Occitanie et Climat de l'Aude.
En 2010, le climat de la commune est de type climat méditerranéen altéré, selon une étude s'appuyant sur une série de données couvrant la période 1971-2000. En 2020, Météo-France publie une typologie des climats de la France métropolitaine dans laquelle la commune est exposée à un climat océanique altéré et est dans une zone de transition entre les régions climatiques « Aquitaine, Gascogne » et « Provence, Languedoc-Roussillon ».
Pour la période 1971-2000, la température annuelle moyenne est de 12,7 °C, avec une amplitude thermique annuelle de 15,6 °C. Le cumul annuel moyen de précipitations est de 920 mm, avec 10 jours de précipitations en janvier et 5,4 jours en juillet. Pour la période 1991-2020, la température moyenne annuelle observée sur la station météorologique la plus proche, située sur la commune de Ventenac-Cabardès à 8 km à vol d'oiseau, est de 14,4 °C et le cumul annuel moyen de précipitations est de 774,1 mm,. Pour l'avenir, les paramètres climatiques de la commune estimés pour 2050 selon différents scénarios d'émission de gaz à effet de serre sont consultables sur un site dédié publié par Météo-France en novembre 2022.

### Milieux naturels et biodiversité
L’inventaire des zones naturelles d'intérêt écologique, faunistique et floristique (ZNIEFF) a pour objectif de réaliser une couverture des zones les plus intéressantes sur le plan écologique, essentiellement dans la perspective d’améliorer la connaissance du patrimoine naturel national et de fournir aux différents décideurs un outil d’aide à la prise en compte de l’environnement dans l’aménagement du territoire.
Deux ZNIEFF de type 1 sont recensées sur la commune :
les « garrigues de Vallouvière » (1 566 ha), couvrant 5 communes du département, et 
la « vallée du Rieu Sec » (1 468 ha), couvrant 4 communes du département
et trois ZNIEFF de type 2, : 
- les « causses du piémont de la Montagne Noire » (8 830 ha), couvrant 20 communes du département[16] ;
- les « crêtes et pièmonts de la Montagne Noire » (27 188 ha), couvrant 26 communes dont 24 dans l'Aude et 2 dans l'Hérault[17] ;
- la « montagne Noire occidentale » (24 257 ha), couvrant 26 communes dont 25 dans l'Aude et 1 dans le Tarn[18].

Carte des ZNIEFF de type 1 et 2 à Villardonnel.
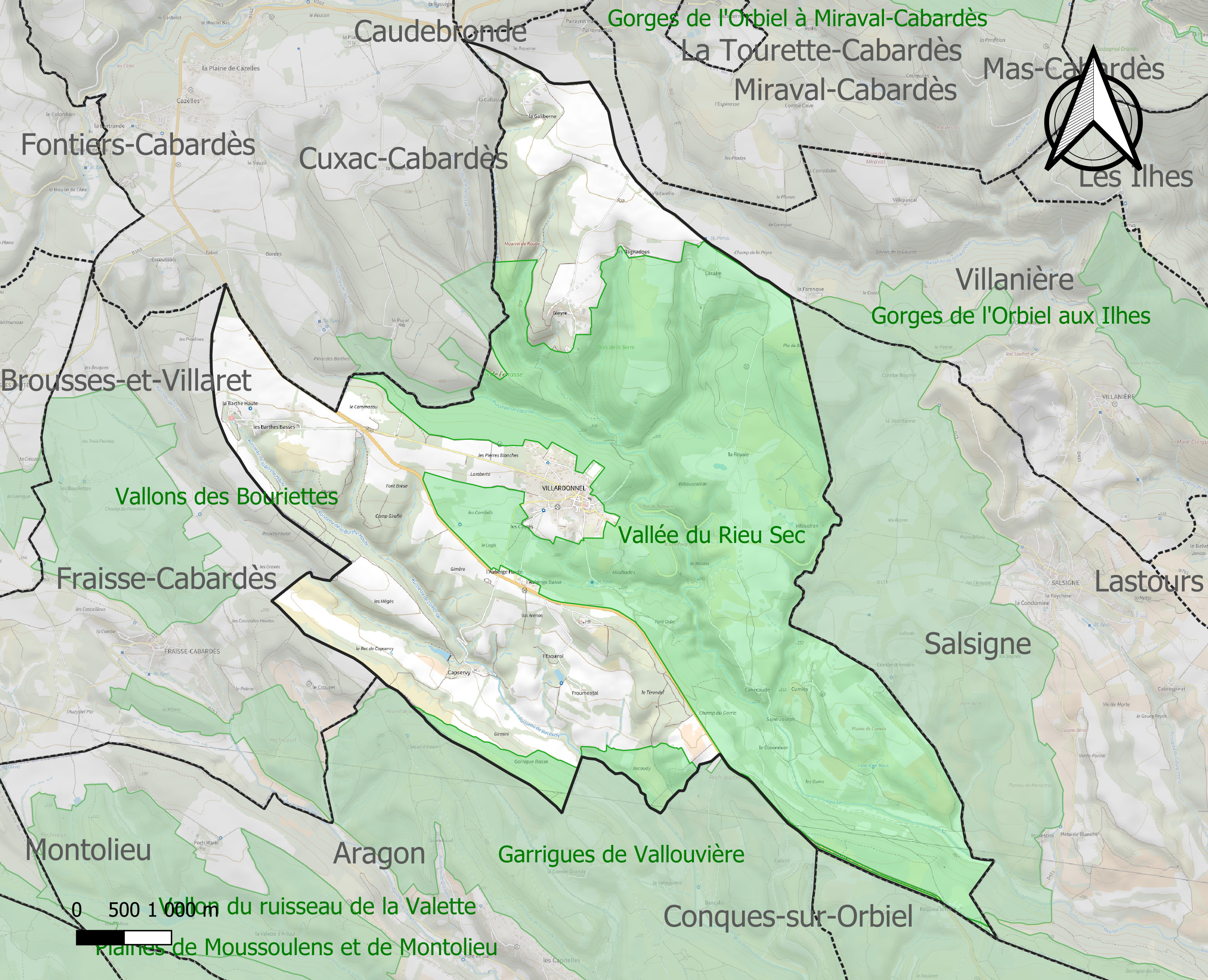
Carte des ZNIEFF de type 1 sur la commune.
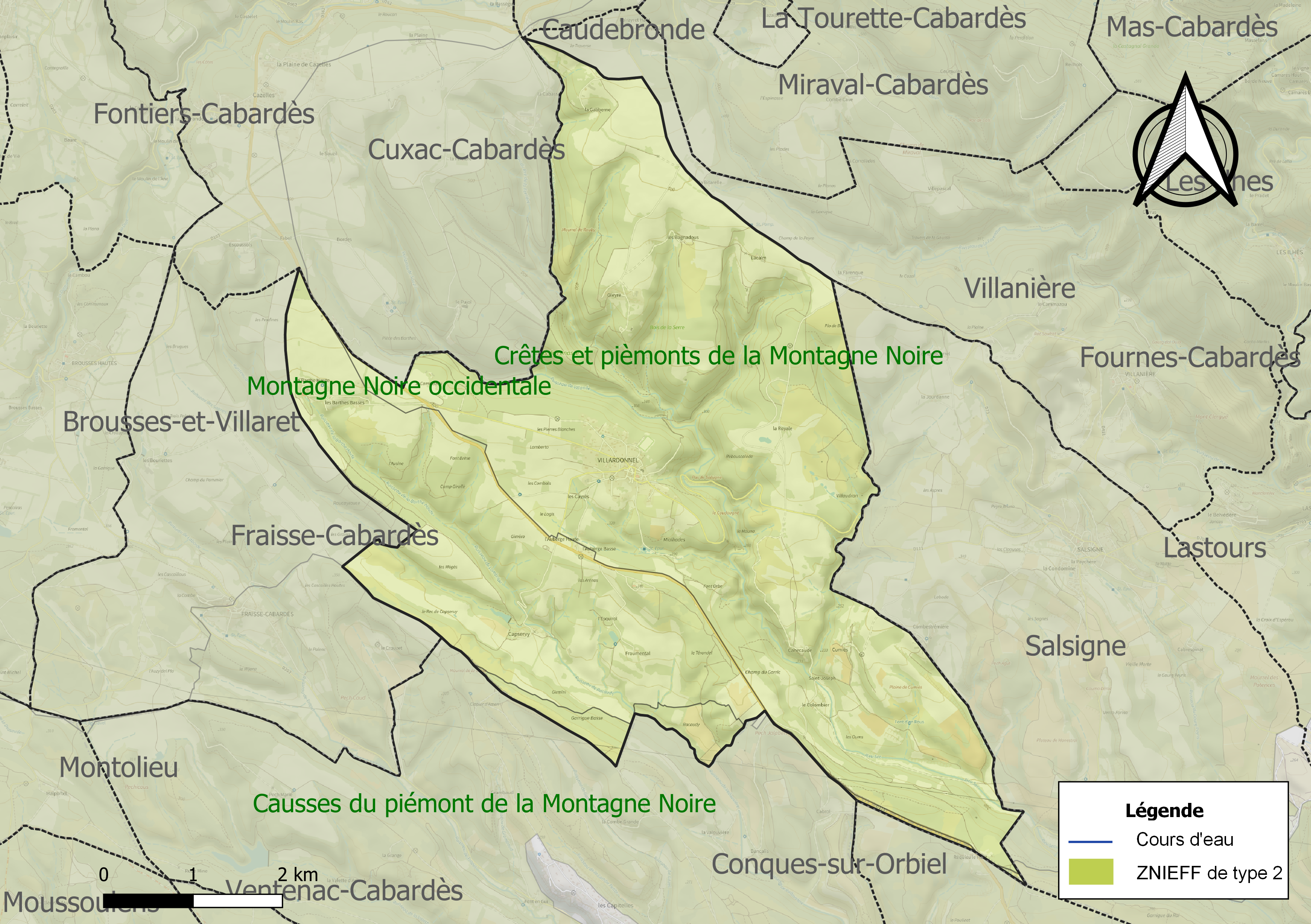
Carte des ZNIEFF de type 2 sur la commune.

## Urbanisme

### Typologie
Au 1er janvier 2024, Villardonnel est catégorisée commune rurale à habitat dispersé, selon la nouvelle grille communale de densité à 7 niveaux définie par l'Insee en 2022.
Elle est située hors unité urbaine. Par ailleurs la commune fait partie de l'aire d'attraction de Carcassonne, dont elle est une commune de la couronne,. Cette aire, qui regroupe 115 communes, est catégorisée dans les aires de 50 000 à moins de 200 000 habitants,.

### Occupation des sols
L'occupation des sols de la commune, telle qu'elle ressort de la base de données européenne d’occupation biophysique des sols Corine Land Cover (CLC), est marquée par l'importance des territoires agricoles (52,1 % en 2018), en diminution par rapport à 1990 (54,3 %). La répartition détaillée en 2018 est la suivante : 
forêts (43,8 %), zones agricoles hétérogènes (25,8 %), prairies (21,3 %), terres arables (2,6 %), cultures permanentes (2,5 %), zones urbanisées (2,2 %), milieux à végétation arbustive et/ou herbacée (1,8 %). L'évolution de l’occupation des sols de la commune et de ses infrastructures peut être observée sur les différentes représentations cartographiques du territoire : la carte de Cassini (XVIIIe siècle), la carte d'état-major (1820-1866) et les cartes ou photos aériennes de l'IGN pour la période actuelle (1950 à aujourd'hui).

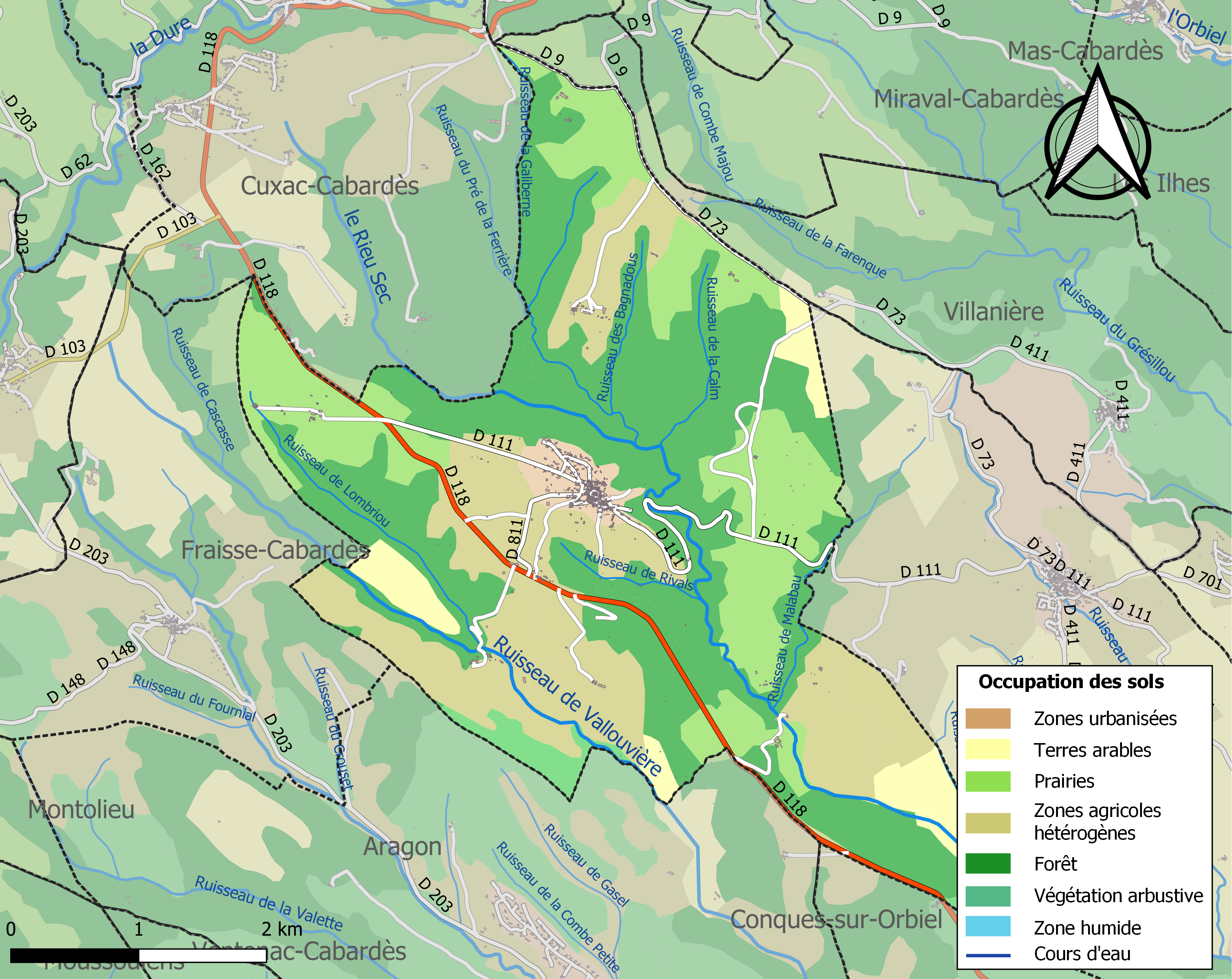
Carte des infrastructures et de l'occupation des sols de la commune en 2018 (CLC).

### Risques majeurs
Le territoire de la commune de Villardonnel est vulnérable à différents aléas naturels : météorologiques (tempête, orage, neige, grand froid, canicule ou sécheresse), feux de forêts et séisme (sismicité très faible). Il est également exposé à un risque technologique,  le transport de matières dangereuses, et à un risque particulier : le risque de radon. Un site publié par le BRGM permet d'évaluer simplement et rapidement les risques d'un bien localisé soit par son adresse soit par le numéro de sa parcelle.

#### Risques naturels

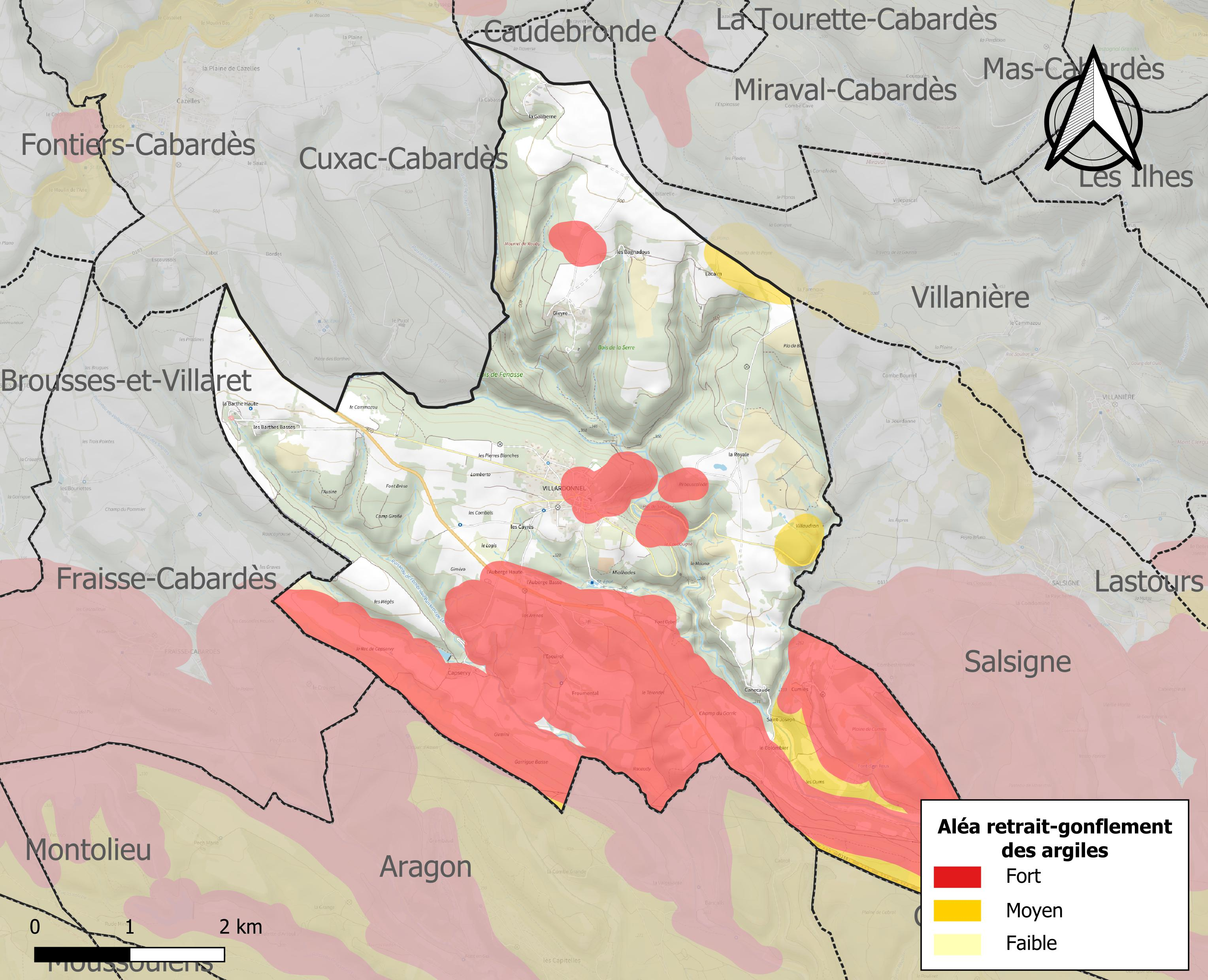
Carte des zones d'aléa retrait-gonflement des sols argileux de Villardonnel.

Le retrait-gonflement des sols argileux est susceptible d'engendrer des dommages importants aux bâtiments en cas d’alternance de périodes de sécheresse et de pluie. 38,2 % de la superficie communale est en aléa moyen ou fort (75,2 % au niveau départemental et 48,5 % au niveau national). Sur les 293 bâtiments dénombrés sur la commune en 2019, 188 sont en aléa moyen ou fort, soit 64 %, à comparer aux 94 % au niveau départemental et 54 % au niveau national. Une cartographie de l'exposition du territoire national au retrait gonflement des sols argileux est disponible sur le site du BRGM,.

#### Risques technologiques
Le risque de transport de matières dangereuses sur la commune est lié à sa traversée par une route à fort trafic. Un accident se produisant sur une telle infrastructure est en effet susceptible d’avoir des effets graves au bâti ou aux personnes jusqu’à 350 m, selon la nature du matériau transporté. Des dispositions d’urbanisme peuvent être préconisées en conséquence.

#### Risque particulier
Dans plusieurs parties du territoire national, le radon, accumulé dans certains logements ou autres locaux, peut constituer une source significative d’exposition de la population aux rayonnements ionisants. Certaines communes du département sont concernées par le risque radon à un niveau plus ou moins élevé. Selon la classification de 2018, la commune de Villardonnel est classée en zone 2, à savoir zone à potentiel radon faible mais sur lesquelles des facteurs géologiques particuliers peuvent faciliter le transfert du radon vers les bâtiments.

## Histoire
La Chartreuse de La Loubatière possédait une grange monastique au lieu-dit Capservy (43° 19′ 30″ N, 2° 18′ 01″ E). En 1372, les chartreux sollicitent l'attribution de l'église de Villardonnel et le droit de patronage et s'opposent aux moines de l'abbaye Saint-Jean-Baptiste de Montolieu qui prétendent que le droit de présentation appartient à leur abbé. En 1390, le pape Clément VII confirme les droits aux chartreux.

## Politique et administration
| Période                                  | Période   | Identité       | Étiquette     | Qualité                                                                       |
| ---------------------------------------- | --------- | -------------- | ------------- | ----------------------------------------------------------------------------- |
| 1919                                     | 1941      | Paul Tesseyre  | SFIO          | Employé de la Mine de Salsigne. Révoqué par le Gouvernement de Vichy          |
| 1947                                     | mars 1977 | Maurice Costis | SFIO et PS    | Employé de la Mine de Salsigne.                                               |
| mars 1977                                | mars 2008 | Jean Miramond  | PS            | Professeur d'Histoire - Géographie, Maire honoraire                           |
| mars 2008                                | août 2008 | Yves Guedez    | Les Verts     | Commandant de la Marine marchande                                             |
| août 2008                                | 2016      | Daniel Géri    | PCF           | Cadre de la Fonction publique territoriale                                    |
| 2017                                     | en cours  | Luciano Stella | Divers Gauche | Agriculteur, Vice-président de la Communauté de communes de la Montagne Noire |
| Les données manquantes sont à compléter. |           |                |               |                                                                               |

## Démographie
L'évolution du nombre d'habitants est connue à travers les recensements de la population effectués dans la commune depuis 1793. Pour les communes de moins de 10 000 habitants, une enquête de recensement portant sur toute la population est réalisée tous les cinq ans, les populations de référence des années intermédiaires étant quant à elles estimées par interpolation ou extrapolation. Pour la commune, le premier recensement exhaustif entrant dans le cadre du nouveau dispositif a été réalisé en 2007.

En 2022, la commune comptait 510 habitants, en évolution de +2 % par rapport à 2016 (Aude : +2,65 %, France hors Mayotte : +2,11 %).
| 1793 | 1800 | 1806 | 1821 | 1831 | 1836 | 1841 | 1846 | 1851 |
| ---- | ---- | ---- | ---- | ---- | ---- | ---- | ---- | ---- |
| 582  | 594  | 668  | 699  | 703  | 731  | 703  | 712  | 691  |

| 1856 | 1861 | 1866 | 1872 | 1876 | 1881 | 1886 | 1891 | 1896 |
| ---- | ---- | ---- | ---- | ---- | ---- | ---- | ---- | ---- |
| 644  | 681  | 683  | 641  | 646  | 614  | 604  | 540  | 534  |

| 1901 | 1906 | 1911 | 1921 | 1926 | 1931 | 1936 | 1946 | 1954 |
| ---- | ---- | ---- | ---- | ---- | ---- | ---- | ---- | ---- |
| 532  | 565  | 570  | 557  | 567  | 556  | 511  | 475  | 439  |

| 1962 | 1968 | 1975 | 1982 | 1990 | 1999 | 2006 | 2007 | 2012 |
| ---- | ---- | ---- | ---- | ---- | ---- | ---- | ---- | ---- |
| 355  | 317  | 342  | 331  | 365  | 412  | 515  | 530  | 507  |

| 2017 | 2022 | - | - | - | - | - | - | - |
| ---- | ---- | - | - | - | - | - | - | - |
| 498  | 510  | - | - | - | - | - | - | - |

## Économie

### Revenus
En 2018  (données Insee publiées en septembre 2021), la commune compte 198 ménages fiscaux, regroupant 407 personnes. La médiane du revenu disponible par unité de consommation est de 18 160 € (19 240 € dans le département).

### Emploi
| Division       | 2008   | 2013   | 2018   |
| -------------- | ------ | ------ | ------ |
| Commune        | 10,7 % | 11,2 % | 9,7 %  |
| Département    | 10,2 % | 12,8 % | 12,6 % |
| France entière | 8,3 %  | 10 %   | 10 %   |

En 2018, la population âgée de 15 à 64 ans s'élève à 277 personnes, parmi lesquelles on compte 67,9 % d'actifs (58,1 % ayant un emploi et 9,7 % de chômeurs) et 32,1 % d'inactifs,. En  2018, le taux de chômage communal (au sens du recensement) des 15-64 ans est inférieur à celui de la France et du département, alors qu'en 2008 la situation était inverse.
La commune fait partie de la couronne de l'aire d'attraction de Carcassonne, du fait qu'au moins 15 % des actifs travaillent dans le pôle,. Elle compte 52 emplois en 2018, contre 58 en 2013 et 67 en 2008. Le nombre d'actifs ayant un emploi résidant dans la commune est de 167, soit un indicateur de concentration d'emploi de 31,1 % et un taux d'activité parmi les 15 ans ou plus de 45,6 %.
Sur ces 167 actifs de 15 ans ou plus ayant un emploi, 44 travaillent dans la commune, soit 26 % des habitants. Pour se rendre au travail, 81,4 % des habitants utilisent un véhicule personnel ou de fonction à quatre roues, 1,2 % les transports en commun, 6 % s'y rendent en deux-roues, à vélo ou à pied et 11,4 % n'ont pas besoin de transport (travail au domicile).

### Activités hors agriculture

#### Secteurs d'activités
34 établissements sont implantés  à Villardonnel au 31 décembre 2019. Le tableau ci-dessous en détaille le nombre par secteur d'activité et compare les ratios avec ceux du département,.
| Secteur d'activité                                                     | Commune | Commune | Département |
| Secteur d'activité                                                     | Nombre  | %       | %           |
| ---------------------------------------------------------------------- | ------- | ------- | ----------- |
| Ensemble                                                               | 34      |         |             |
| Industrie manufacturière, industries extractives et autres             | 4       | 11,8 %  | (8,8 %)     |
| Construction                                                           | 5       | 14,7 %  | (14 %)      |
| Commerce de gros et de détail, transports, hébergement et restauration | 11      | 32,4 %  | (32,3 %)    |
| Information et communication                                           | 3       | 8,8 %   | (1,6 %)     |
| Activités immobilières                                                 | 1       | 2,9 %   | (5,2 %)     |
| Administration publique, enseignement, santé humaine et action sociale | 1       | 2,9 %   | (13,2 %)    |
| Autres activités de services                                           | 9       | 26,5 %  | (8,8 %)     |

Le secteur du commerce de gros et de détail, des transports, de l'hébergement et de la restauration est prépondérant sur la commune puisqu'il représente 32,4 % du nombre total d'établissements de la commune (11 sur les 34 entreprises implantées  à Villardonnel), contre 32,3 % au niveau départemental.

### Agriculture
La commune est dans la Montagne Noire, une petite région agricole occupant le nord-ouest du département de l'Aude,. En 2020, l'orientation technico-économique de l'agriculture  sur la commune est la polyculture et/ou le polyélevage.
|               | 1988 | 2000 | 2010 | 2020 |
| ------------- | ---- | ---- | ---- | ---- |
| Exploitations | 35   | 20   | 18   | 12   |
| SAU (ha)      | 501  | 423  | 561  | 773  |

Le nombre d'exploitations agricoles en activité et ayant leur siège dans la commune est passé de 35 lors du recensement agricole de 1988  à 20 en 2000 puis à 18 en 2010 et enfin à 12 en 2020, soit une baisse de 66 % en 32 ans. Le même mouvement est observé à l'échelle du département qui a perdu pendant cette période 60 % de ses exploitations,. La surface agricole utilisée sur la commune a quant à elle augmenté, passant de 501 ha en 1988 à 773 ha en 2020. Parallèlement la surface agricole utilisée moyenne par exploitation a augmenté, passant de 14 à 64 ha.

#### Viticulture
Viticulture : AOC Cabardès.

## Culture locale, patrimoine et sport

### Fête des châtaignes, du vin et des produits de la Montagne Noire
Depuis 1969 est organisé pour le weekend de la Toussaint la "Fête des Châtaignes, du vin et des produits de la Montagne Noire". (las castanhas é lo vin novel, nom original en occitan). Cette fête consiste en deux jours de festivités avec comme point d'orgue une grande foire des producteurs et artisans locaux le dimanche.

### Le Bufoli
Villardonnel est une des communes de l'Aude qui pratique encore le Bufoli,. Le soir de la fête annuelle du village (au mois d'août) grimés et vêtus de vieilles chemises de nuit blanches des jeunes du village s'invitent à la fête. Précédé par un petit orchestre traditionnel (bodega, cuivres ou percussions) la bande se déploie alors. Ces personnages se mettent enfin à jeter farine et confettis sur les participants à la fête.

### La course de caisses à savon
Le village est également connu pour sa course annuelle de caisses à savon qu'il organise chaque année pour le dernier dimanche d'août. La topographie du village, à flanc de la montagne Noire, est adéquate pour ce sport.

### La Vaillante
Fondée en 1919, la société de gymnastique locale a eu dans l'entre deux guerres une réputation dépassant le cadre départemental. Dans les années trente elle s'était dotée d'une clique fanfare fort renommée.

### L'Union Sportive de Villardonnel - USV
L'équipe locale de football (1955 - 2015) a figuré dans toutes les séries du District. Le club a été champion de l'Aude en 1983 et vainqueur de la coupe de l'Aude en 1984. Il a été également à deux reprises vice-champion en promotion honneur en 1999 et 2000. En 2015, il a intégré avec quelques villages voisins la nouvelle entité US Montagne Noire.

### Lieux et monuments
- Grotte de Canecaude[43],[44],[45],[46] (cauna cauda "grotte chaude"). Principales périodes chronologiques identifiées : Aurignacien, Magdalénien moyen, Néolithique, Protohistoire, Médiéval[47].
- Cimetière communal situé sur une colline à une distance assez inhabituelle du village. Il s'y trouve une chapelle carolingienne du IXe siècle Notre-Dame-de-Canabès qui aurait été selon la légende édifiée par Charlemagne. On y trouve aussi la chapelle-caveau de la famille Mahul en assez mauvais état.
- Église Saint-Jean-Baptiste de Villardonnel. Dans l'église paroissiale (XIIIe siècle) reconstruite en 1520, on peut admirer, auprès de l'autel, des colonnes de marbre rose provenant des carrières de Caunes-Minervois.
- Au sud de la commune, sur la route conduisant à Salsigne, se trouvent les ruines d'une ancienne mine d'or. Le Rieu-sec, ruisseau qui coule à cet endroit, comporte de magnifiques formations géologiques du type "marmites de géants". Malheureusement, l'accès est peu facile mais le site est unique en son genre. Ces formations sont connues des habitants sous leur nom occitan : Gourg des oules.
- Au centre du village, au milieu d'un grand parc, se dresse le château de la famille Mahul, actuellement propriété privée. C'est un ouvrage curieux XIXe siècle faussement néo-gothique.

### Personnalités liées à la commune
- Lucien Milhau (1901-1969), instituteur à Villardonnel, déplacé par Vichy à Peyriac-Minervois dans les années noires, résistant, il sera par la suite député SFIO jusqu'en 1968.
- Jacques-Alphonse Mahul (1795-1871), homme politique et historien.
- Roland Courteau (né en 1943), sénateur PS de l'Aude de 1980 à 2020 a été instituteur avant ces dates dans la commune.

### Héraldique
| Blason de Villardonnel | Blason  | D'argent à la lettre V capitale de gueules.      |
| Blason de Villardonnel | Détails | Le statut officiel du blason reste à déterminer. |